# Циркулярная модель коммуникации Осгуда — Шрамма
Циркулярная модель коммуникации — модель взаимодействия, предложенная У. Шраммом и Ч. Осгудом в 1950—1960-х годах, представляющая коммуникацию в виде интерактивного и интерпретативного процесса, в процессе которого коммуниканты практически одновременно посылают и получают сигналы в виде сообщения.

## Сущность
В эту модель включается обратная связь, представляющая реакцию коммуникатора  на полученное сообщения. Теперь коммуникация обозначается как двусторонний процесс, в котором каждый из участников может выстраивать последовательность действий.
Уилбур Шрамм видел процесс коммуникации циркулярным, указывая на некорректность линейного подхода. Он отмечал:
«фактически это приводит к ошибочным представлениям о том, что коммуникационный процесс где-то начинается и где-то заканчивается. В действительности он бесконечен. Каждый из нас является маленьким распределительным центром по управлению и переадресации огромного, бесконечного информационного потока…».
Он представлял взаимодействие в виде цикла, где источник и реципиент периодически меняются ролями – тот, кто посылает сообщение, и тот, кто  принимает. У. Шрамм добавляет в эту модель интерпретатора и обратную связь, что трансформирует модель в саморегулирующийся процесс. Таким образом, коммуникация представлена как двусторонний процесс связи, где обе стороны являются равноправными партнерами. Данный процесс демонстрирует построение диалога. Диалогические отношения предполагают наличие логических и предметно-смысловых отношений, которые представлены в виде наличия слова, автора и выражены позициями разных коммуникаторов .
У. Шрамм и Ч. Осгуд определили основные задачи участников коммуникации - кодирование, декодирование и интерпретация сообщения.

### «Семантический шум»
Авторы модели особенно уделяли внимание проблеме интерпретации сообщения. Уилбур Шрамм провел анализ определений «коммуникаций» и выделил общую область, которая все их объединяет — наличие набора информационных знаков. Его составляют не только факты, объекты, но и эмоции, латентные значения.
До этого в первую очередь внимание акцентировалось на каналах - медиаторах между коммуникатором и получателем сообщения, в этой теории Шрамм и Осгуд вывели на первый план поведение участников коммуникации. В то время как линейные модели (например, Шеннона—Уивера) ставили задачей определить точность передаваемых сигналов, которая может быть достигнута за счёт снижения  технических шумов в канале; в циркулярной модели наибольшее внимание уделяется вопросу интерпретации сообщения и речь ведётся уже о «семантическом шуме», то есть восприятию сообщения каждым участником своих критериев. Минимизировать такие шумы можно лишь за счёт механизма "обратной связи". Данная модель подчеркивает совместное использование информации коммуникантами . Правильность восприятия посыла обеспечивается за счет предполагаемой схожести опыта коммуникатора и реципиента похож, что позволяет распознавать некоторые знаки одинаково. Таким образом, у обеих сторон есть "фонд используемых значений", "рамки соответствия". Положительный исход коммуникации также зависит от  ожиданий участников по отношению  друг к другу.

### Схема коммуникации
Схематично процесс коммуникации по данной модели можно изобразить так:
| кодирование — сообщение — декодирование — интерпретация — кодирование — сообщение — декодирование — интерпретация. |

Отправитель и получатель сообщения оперируют текстом, то есть сначала с кодом в виде символов, а затем с расшифрованным посланием.

## Преимущества
- Это динамическая модель, показывающая процесс развития ситуации.
- Эта модель не разделяет отправителя и получателя, в определенный момент времени один человек играет обе роли. Что делает обе стороны активными участниками взаимодействия.
- Впервые выдвигается теория, что процесс коммуникации не конечный и линейный, а циркулярный.
- Впервые сделан акцент на обратную связь.
- Демонстрирует, как правильное и точное сообщение необходимо для правильного его восприятия.
- Циркулярный характер позволяет обеим сторон выразить мнение.

## Критика
- Эта модель создаёт ложную иллюзию «равноправия» сторон в процессе коммуникации. При этом этот процесс бывает несбалансированным, тогда циркулярная модель, которая уравнивает участников как звенья одной цепи, искаженно отражает долю их участия[5].
- Модель не предполагает многоуровневого общения с количеством участников более двух.
- Дальнейшее развитие М. де Флёром идей У. Шрамма и Ч. Осгуда выявило, что отправляемый сигнал может быть интерпретирован неверно, что может привести к искажению смысла.
- Профессор факультета журналистики Мемфисского университета Дж. Де Мотт критиковал данную модель, ссылаясь на то, что между СМИ и аудиторией существует негласная договоренность, по которой разграничиваются обязанности СМК относительно аудитории, и обязанности аудитории по отношению к СМК. Минусом такого договора является то, что точки зрения потребителей информации и её производителей относительно этих обязанностей неравнозначны и неодинаковы[6].
- Э. Роджерс[7], приводит пример результатов опроса, по которому примерно две третьи респондентов выделили СМИ в качестве наиболее надежного источника информации, при этом межличностное общение вызывало у них недоверие.
- Данная модель не демонстрирует, какие именно социальные связи влияют на коммуникатора и реципиента. Таким образом, на отправителя информации действует абстрактная «обратная связь», при этом лишь при желании самого отправителя получить такую обратную связь[8].

Позже, принимая во внимания слабые стороны данной модели, У. Шрамм доработал эту теорию, адаптировав к условиями массовой коммуникации.

## В условиях изменения процессов массовой коммуникации
В доработанной версии Шрамма модель уже нацелена на процессы передачи информации в рамках аудитории массовой коммуникации. В этой редакции, принявшей во внимание условия и сам процесс массовой коммуникации, путь сообщения не заканчивается на конкретном индивиде, которому оно было непосредственно направлено. Согласно Шрамму, теперь коммуникация наиболее эффективна, если содержание сообщение проходит фильтрацию через людей или даже целые группы.